# Aphodius depressus
Aphodius depressus es una especie de coleóptero de la familia Scarabaeidae.

## Distribución geográfica
Habita en el holártico: Europa, Asia, y Norteamérica.